# Jonne Aaron Liimatainen
Jonne Aaron Liimatainen (Finnország, Tampere, 1983. augusztus 30. –) finn énekes, a finn Negative együttes tagja.
Édesanyja második fiúgyermekeként született. Középső nevét az Aaron-t szülei Elvis Aaron Presley után adták neki, amire nagyon büszke. Mivel a vezetékneve nehezen kiejthető azok számára, akik nem beszélnek finnül, azt gyakran elhagyja és egyszerűen Jonne Aaron-ként mutatkozik be.
Köztudott róla, hogy nagyon félénk, legalábbis a közeli ismerősök állítása szerint. A rajongók egy másik Jonne Aaron-t ismernek, azt amelyik a színpadon fel-alá ugrál, táncol és sosem fáradt ki, akinek mindig van ideje egy utolsó fényképre és pár kedves szóra. Mondhatni tipikus finn megjelenése van; magas, vékony, szőke hajú, kék szemű, feminin alkat.
Két testvére van: egy bátyja, Tommi Liimatainen és egy öccse, Ville Liimatainen. A szülők masszív alkoholizmusa miatt a két kisebb fiú 1995-ben a raholai nevelőotthonba került, később a nagymama és Tommi vette őket magához. Az otthonban eltöltött idő alatt Jonne nem találta a helyét, az iskola mellé járt, gyakran bajba került. Visszahúzódó gyerek volt, aki a zenében megtalálta a saját értelmét és barátjával Janne-val zenekart alapítottak, aminek a Negative nevet adták.

## Negative
Jonne mindössze tizennégy éves volt, amikor megalapította a zenekart. Janne ült a dobok mögé, később csatlakozott hozzájuk Antti Aatamila (basszusgitár), Jukka Kristian Mikkonken (gitár) és Lauri Markkula (gitár) és 2003-ban Janne Kokkonen. Először Nirvana feldolgozásokat játszottak, mivel Jonne különösen rajongott Kurt Cobain-ért (nem mellesleg tinédzserként kísértetiesen hasonlított is az énekesre), majd később megjelentek saját dalok is, amiket Jonne írt. A zenekart sokáig nem vállalta el egyetlen kiadó sem, majd Tommi, az énekes bátyja vette kézbe a dolgokat és 2003-ban megjelent első kislemezük Moment of Our Love címmel. Ezt követően a zenekar rohamosan tört felfelé, nagylemezeik nem csak Finnországban, de Európában, Japánban és Amerikában is egyre sikeresebbek. A zenekar tagjainak nincsenek sztárallűrjei, közismerten barátságosak a rajongóikkal, akiknek rengeteg mindent köszönhetnek.
A zenekar eddig kétszer; 2007 augusztusában a Sziget Fesztiválon és 2009. március 19-én a Diesel Clubban adott koncertet magyar közönség előtt.

## Zene
Finnországban nem ismeretlen a glam rock, amit számos zenekaruk játszik és a Negative is ezen a vonalon halad, bár dallamos zenéjük, érzelmes dalszövegeik (amiket általában 99%-ban Jonne ír és komponál) és energikus előadásmódjuk egyedinek mondható a maga nemében.